# Inferno – A bűnös város
Az Inferno – A bűnös város 1999-es akciófilm, melyet John G. Avildsen rendezett. A főszereplő Jean-Claude Van Damme, Danny Trejo és Pat Morita.
Eddie Lomax (Van Damme) veterán katona, aki életébe belefáradva a sivatagban vándorol, okot keresve a halálra. Egy incidens újra lángra lobbantja Eddie-t, hogy bosszút állhasson: néhány rabló a közeli városból ellopja Eddie motorját, őt magát pedig majdnem halálra verik. Mr. Early (Pat Morita) és más, újonnan megismert barátok segítségével Eddie elindul bosszút állni.
A film tisztelgés a Yojimbo című (1961) Kuroszava Akira-film előtt, mely az Inferno alapjául is szolgált.

## Cselekmény
A film elején Eddie Lomax (Jean-Claude Van Damme) egy motorkerékpárt hajt a Dry Lake-i sivatagban, amikor a motorból kifogy a benzin. Ahogy a sivatagban fekszik és tequilát iszik, hallucinálni kezd és megjelenik előtte legjobb barátja, Johnny Sixtoes (Danny Trejo), a mexikói indián, akinek küldött egy levelet, hogy bejelentse érkezését.
Kiderül, hogy Eddie a motort barátjának hozta ajándékba, és a sivatagban akar végezni magával. Eddie az alkohol hatására vaktában lövöldözni kezd és egy arra járó teherautót talál el. Matt (Shark Fralick), Jesse (Silas Weir Mitchell) és Petey Hogan (Jonathan Avildsen), Ramsey Hogan (Larry Drake) fiai dühösen kiszállnak az autóból és arra kötelezik Eddie-t, hogy bocsánatkérése jeléül adja nekik a motorját. Eddie erre nem hajlandó, mert az ajándék barátja számára, ekkor verekedés tör ki, melyben Eddie marad alul. Matt azt a feladatot adta Petey-nek, a legfiatalabb testvérnek, hogy lője fejbe Eddie-t, de ő – testvérei tudta nélkül – életben hagyja Eddie-t.
Johnny rátalál a sebesült Eddie-re, majd hazaviszi és ápolja, hogy visszanyerje egészségét. Amikor Eddie felépül, a városba megy, hogy visszaszerezze a fegyverét és motort. Egy zálogházban meglátja pisztolyát a falon, megöli a tulajdonosokat, és visszaszerzi fegyverét, majd az üzletben találkozik egy oxigénpalackos öregemberrel. Ezután elmegy az étterembe és találkozik a pincérnő Rhonda Reynolds-szal (Gabrielle Fitzpatrick), akibe első látásra beleszeret, és Jubal Early-vel (Pat Morita), akit Eddie megbíz a zálogházban lévő halottak eltüntetésével.
Ezután Eddie a várost uraló két rivális bandát egymás ellen fordítja, visszaszerzi motorját és bosszút áll a Hogan testvéreken.

## Szereplők
| Színész               | Szerep            | Magyar hang        | Magyar hang  |
| Színész               | Szerep            | 1. változat        | 2. változat  |
| --------------------- | ----------------- | ------------------ | ------------ |
| Jean-Claude Van Damme | Eddie Lomax       | Haás Vander Péter  | Tokaji Csaba |
| Danny Trejo           | Johnny Six Toes   | Varga Tamás        | Kiss Csaba   |
| Pat Morita            | Jubal Early       | Gyürki István      | Seres Lajos  |
| Gabrielle Fitzpatrick | Rhonda Reynolds   | Prókai Annamária   |              |
| Larry Drake           | Ramsey Hogan      | Barbinek Péter     |              |
| Vincent Schiavelli    | Mr. Singh         | Rudas Iván         |              |
| Shark Fralick         | Matt Hogan        | ifj. Jászai László |              |
| Silas Weir Mitchell   | Jesse Hogan       | Sótonyi Gábor      |              |
| Jonathan Avildsen     | Petey Hogan       | Welker Gábor       |              |
| Jaime Pressly         | Dottie Matthews   | Solecki Janka      |              |
| Bill Erwin            | Eli Hamilton      | Rajhona Ádám       |              |
| Ford Rainey           | Pop Reynolds      | Szokolay Ottó      |              |
| Kevin West            | Vern              | Janovics Sándor    |              |
| Priscilla Pointer     | Mrs. Henry Howard | Várnagy Katalin    |              |
| Robert Symonds        | Henry Howard      | Makay Sándor       |              |
| Paul Koslo            | Ives              | Mikula Sándor      |              |
| Jeff Kober            | Beserko           | Kárpáti Levente    |              |
| Nikki Bokal           | Carol Delvecchio  | Oláh Orsolya       |              |
| Jim Hanks             | buszsofőr         | Földi Tamás        |              |
| Ed Trotta             | Jack              | Bicskey Lukács     |              |

## DVD kiadás
A film 2002. július 1-jén jelent meg DVD-n Angliában, a Columbia TriStar Home Video adta ki.